# Eksploziv na bazi polimera
Eksplozivi vezani za polimere, takođe nazvani PBX ili eksplozivi vezani za plastiku, su eksplozivni materijali u kojima je eksplozivni prah vezan zajedno u matrici koristeći male količine (obično 5-10% po težini) sintetičkog polimera. PBX se obično koriste za eksplozivne materijale koji se ne tope lako u odlivu ili se na drugi način teško formiraju.
PBX je prvi put razvijen 1952. godine u Nacionalnoj laboratoriji Los Alamosa, kao RDX ugrađen u polistiren sa plastifikatorom dioktil ftalata. HMX kompozicije sa vezivom na bazi teflona razvijene su 1960-ih i 1970-ih za granate od topova i za seizmičke eksperimente Apolo lunarnih raketa (ALSEP),  iako se u poslednjim eksperimentima obično navodi da se koriste heksanitrostilben (HNS). 

## Potencijalne prednosti
Eksplozivi vezani polimerom imaju nekoliko potencijalnih prednosti:
- Ako je polimerna matrica elastomer (gumeni materijal), ona ima tendenciju da apsorbuje udarce, čineći PBX veoma neosetljivim na slučajnu detonaciju, pa je stoga idealna za neosetljivu municiju.
- Tvrdi polimeri mogu proizvesti PBX koji je veoma krut i održava precizan inženjerski oblik čak i pod velikim stresom.
- PBX prah se može presovati u određeni oblik na sobnoj temperaturi, što prilikom livenja obično zahteva opasno topljenje eksploziva. Presovanjem pod visokim pritiskom može se postići gustina materijala veoma blizu teorijskoj kristalnoj gustini osnovnog eksplozivnog materijala.
- Mnogi PBX-ovi su bezbedne za mašinsku obradu—za pretvaranje čvrstih blokova u složene trodimenzionalne oblike. Na primer, komad PBX-a može ako je potrebno, biti precizno oblikovan na strugu ili CNC mašini. Ova tehnika se koristi za obradu eksplozivnih sočiva neophodnih za savremeno nuklearno oružje. [3]

## Veziva

### Fluoropolimeri
Fluoropolimeri imaju prednost kao veziva zbog njihove velike gustine (koje daje veliku brzinu detonacije) i inertnog hemijskog ponašanja (ostvaruju dugotrajnu stabilnost i nisko starenje). Oni su donekle krti, jer je njihova temperatura prelaska stakla na sobnoj temperaturi ili više. Ovo ograničava njihovu upotrebu na neosetljive eksplozive (npr. TATB) gde krhkost nema štetnih efekata na bezbednost. Takođe su teški za obradu. 

### Elastomeri
Elastomeri se moraju koristiti sa mehanički osetljivijim eksplozivima kao što je HMX. Elastičnost matrice smanjuje osetljivost rasutog materijala na udarce i trenje; njihova temperatura prelaska u staklo je odabrana da bude ispod donje granice radnog opsega temperature (obično ispod -55 °C). Umreženi gumeni polimeri su, osetljivi na starenje, uglavnom delovanjem slobodnih radikala i hidrolizom veza tragovima vodene pare. Gume kao što su estan ili polibutadien sa hidroksilnim krajem (HTPB) se široko koriste za ove primene. Silikonske gume i termoplastični poliuretani takođe su u upotrebi. 
Fluoroelastomeri, na primer Viton, kombinuju prednosti oba.

### Energetski polimeri
Energetski polimeri (npr. nitro ili azido derivati polimera) mogu se koristiti kao vezivo za povećanje eksplozivne moći u poređenju sa inertnim vezivnim sredstvima. Mogu se koristiti i energetski plastifikatori. Dodatak plastifikatora smanjuje osetljivost eksploziva i poboljšava njegovu obradivost. 

## Potencijalni inhibitori eksploziva
Na eksplozivne prinose može uticati uvođenje mehaničkih opterećenja ili primena temperature; takve štete se nazivaju uvredama. Mehanizam termičke inzultacije na niskim temperaturama na eksplozivu je prvenstveno termomehanički, a na višim temperaturama prvenstveno termohemijski.

### Termomehanička
Termomehanički mehanizmi uključuju naprezanja usled termičke ekspanzije (naime, diferencijalna termička ekspanzija, pošto su termički gradijenti obično uključeni), topljenje/zamrzavanje ili sublimaciju/kondenzaciju komponenti i fazne prelaze kristala (npr. prelaz HMX iz beta faze u delta fazu na 175 °C uključuje veliku promenu zapremine i izaziva ekstenzivno pucanje njegovih kristala).

### Termohemijska
Termohemijske promene uključuju razlaganje eksploziva i veziva, gubitak čvrstoće veziva dok se omekšava ili topi, ili učvršćivanje veziva ako povećana temperatura izaziva umrežavanje polimernih lanaca. Promene takođe mogu značajno da promene poroznost materijala, bilo povećanjem (lomljenje kristala, isparavanje komponenti) ili smanjenjem (topljenje komponenti). Raspodela veličine kristala se takođe može promeniti, npr. Ostvaldovim sazrevanjem. Termohemijsko raspadanje počinje da se dešava na nehomogenostima kristala, npr. na intragranularnim interfejsima između zona rasta kristala, na oštećenim delovima kristala, ili na interfejsima različitih materijala (npr. kristal/vezivo). Prisustvo defekata u kristalima (pukotine, šupljine, inkluzije rastvarača...) može povećati osetljivost eksploziva na mehaničke udare. 

## Neki primeri PBX-a
| Ime      | Eksplozivni sastojci                                 | Inertni sastojci                                         | Upotreba |        |
| -------- | ---------------------------------------------------- | -------------------------------------------------------- | --- | ------ |
| EDC-8    | PETN 76%                                             | RTV silicone 24%                                         | [ 5 ] |        |
| EDC-28   | RDX 94%                                              | FPC 461 6%                                               | [ 6 ] |        |
| EDC-29   | β-HMX 95%                                            | HTPB 5%                                                  | UK sastav |        |
| EDC-32   | HMX 85%                                              | 15% Viton A 15%                                          | [ 6 ] |        |
| EDC-37   | HMX 91%, NC 1%                                       | K-10 tečnost 8%                                          | [ 6 ] |        |
| LX-04    | HMX 85%                                              | Viton-A 15%                                              | Visoka brzina; nuklearno oružje (W62, W70) |        |
| LX-07    | HMX 90%                                              | Viton-A 10%                                              | Visoka brzina; nuklearno oružje (W71) |        |
| LX-08    | PETN 63.7%                                           | Sylgard 182 (silikonska guma) 34.3%, 2% Cab-O-Sil        | [ 7 ] |        |
| LX-09-0  | HMX 93%                                              | BDNPA 4.6%; FEFO 2.4%                                    | Visoka brzina; nuklearno oružje (W68). Sklon propadanju i odvajanju plastifikatora i veziva. Izazvao ozbiljne bezbednosne probleme.                                                                         |        |
| LX-09-1  | HMX 93.3%                                            | BDNPA 4.4%; FEFO 2.3%                                    | |        |
| LX-10-0  | HMX 95%                                              | Viton-A 5%                                               | Visoka brzina; nuklearno oružje (W68 (zamenjen LX-09), W70, W79, W82) |        |
| LX-10-1  | HMX 94.5%                                            | Viton-A 5.5%                                             | |        |
| LX-11-0  | HMX 80%                                              | Viton-A 20%                                              | Visoka brzina; nuklearno oružje (W71) |        |
| LX-14-0  | HMX 95.5%                                            | Estane & 5702-Fl 4.5%                                    | [ 6 ] |        |
| LX-15    | HNS 95%                                              | Kel-F 800 5%                                             | |        |
| LX-16    | PETN 96%                                             | FPC461 4%                                                | FPC461 je vinil hlorid: hlorotrifluoroetilen kopolimer i njegov odgovor na gama zrake je proučavan. |        |
| LX-17-0  | TATB 92.5%                                           | Kel-F 800 7.5%                                           | Visoka brzina; neosetljiv; nuklearno oružje (B83, W84, W87, W89) |        |
| PBX 9007 | RDX 90%                                              | Polystyrene 9.1%; DOP 0.5%; rosin 0.4%                   | [ 6 ] |        |
| PBX 9010 | RDX 90%                                              | Kel-F 3700 10%                                           | Visoka brzina; nuklearno oružje (W50, B43) |        |
| PBX 9011 | HMX 90%                                              | Estane and 5703-Fl 10%                                   | Visoka brzina; nuklearno oružje (B57 modovi 1 i 2) |        |
| PBX 9205 | RDX 92%                                              | Polystyrene 6%; DOP 2%                                   | Stvoren 1947. u Los Alamosu, kasnije dobio oznaku PBKS 9205. |        |
| PBX 9404 | HMX 94%, NC 3%; CEF 3%                               | Tris(b-hloretil)fosfat 3%                                | Visoka brzina; nuklearno oružje, široko korišćeno (B43, W48, W50, W55, W56, B57 mod 2, B61 modovi 0, 1, 2, 5, W69). Ozbiljni bezbednosni problemi u vezi sa starenjem i razgradnjom nitroceluloznog veziva. |        |
| PBX 9407 | RDX 94%                                              | FPC461 6%                                                | [ 6 ] |        |
| PBX 9501 | HMX 95%, BDNPA-F 2.5%                                | Estane 2.5%                                              | Visoka brzina; nuklearno oružje, (W76, W78, W88). Jedna od najopsežnije proučavanih visokoeksplozivnih formulacija.                                                                                         |        |
| PBS 9501 | -                                                    | Estane 2.5%; BDNPA-F 2.5%; prosejani beli šećer 95%      | Inertni simulant mehaničkih svojstava PBKS 9501 |        |
| PBX 9502 | TATB 95%                                             | Kel-F 800 5%                                             | Visoka brzina, neosetljiv ; glavni u nedavnom američkom nuklearnom oružju (B61 modovi 3, 4, 6–10, W80, W85, B90, W91), ugrađeno na ranije bojeve glave da bi se zamenio manje bezbedni eksploziv.           |        |
| PBX 9503 | TATB 80%; HMX 15%                                    | Kel-F 800 5%                                             | Takođe poznat kao Ks-0351. |        |
| PBX 9604 | RDX 96%                                              | Kel-F 800 4%                                             | |        |
| PBXN-101 | HMX 82%                                              |                                                          | |        |
| PBXN-102 | HMX 59%, Aluminum 23%                                |                                                          | |        |
| PBXN-103 | Amonijum perhlorat (AP) 40%, Aluminum 27%, TMETN 23% | TEGDN 2.5%                                               | Torpeda Mk-48 |        |
| PBXN-104 | HMX 70%                                              |                                                          | |        |
| PBXN-105 | RDX 7%, AP 49.8%, Aluminum 25.8%                     |                                                          | |        |
| PBXN-106 | RDX 75%                                              | polietilen glikol/BDNPA-F vezivo                         | Mornaričke granate |        |
| PBXN-107 | RDX 86%                                              | poliakrilatno vezivo                                     | Tomahavk rakete |        |
| PBXN-109 | RDX 64%, Aluminum 20%                                | HTPB, DOA (dioktiladipat) i IPDI (izoforon diizocijanat) | Koristi se u nekim verzijama bombi opšte namene Mark 82, Mark 83 i Mark 84. |        |
| PBXN-110 | HMX 88%                                              | 5,4% polibutadiena, 5% izodecilpelargonata               | [ 12 ] |        |
| PBXN-111 | RDX 20%, AP 43%, Aluminum 25%                        |                                                          | |        |
| PBXW-114 | HMX 78%, Aluminum 10%                                |                                                          | |        |
| PBXW-115 | RDX 20%, AP 43%, Aluminum 25%                        |                                                          | |        |
| PBXN-1   | RDX 68%, Aluminum 20%                                |                                                          | |        |
| PBXN-3   | RDX 85%                                              | Nylon                                                    | AIM-9X Sidevinder raketa |        |
| PBXN-4   | DATB 94%                                             |                                                          | |        |
| PBXN-5   | HMX 95%                                              | fluoroelastomer 5%                                       | Mornaričke granate |        |
| PBXN-6   | RDX 95%                                              |                                                          | |        |
| PBXN-7   | RDX 35%, TATB 60%                                    |                                                          | |        |
| PBXN-9   | HMX 92%                                              | HYTEMP 4454 2%, Diizooktil adipat (DOA) 6%               | |        |
| XTX 8003 | PETN 80%                                             | Sylgard 182 (silikonska guma) 20%                        | Visoka brzina, ekstrudirajuća; nuklearno oružje (W68, W76) | [ 12 ] |
| XTX 8004 | RDX 80%                                              | Sylgard 182 (silikonska guma) 20%                        | | [ 12 ] |

## Literatura
- Cooper, Paul W. (1996). Explosives Engineering. New York: Wiley-VCH. ISBN 0-471-18636-8.
- Norris, Robert S., Hans M. Kristensen, and Joshua Handler. "The B61 family of bombs", http://thebulletin.org, The Bulletin of the Atomic Scientists, Jan/Feb 2003.